# Michelle Hunziker
Pour les articles homonymes, voir Hunziker.
Michelle Hunziker, née le 24 janvier 1977 à Sorengo, est un mannequin, une actrice et une animatrice de télévision de nationalités suisso-italienne. Sa mère est néerlandaise et son père suisse allemand.

## Biographie
Michelle Hunziker est plus connue pour son mariage en 1998 avec Eros Ramazzotti. Elle est très populaire en Allemagne et en Italie où elle a animé plusieurs émissions (Paperissima Sprint, Zelig, Scherzi a Parte, Striscia la Notizia, Deutschland sucht den SuperStar).

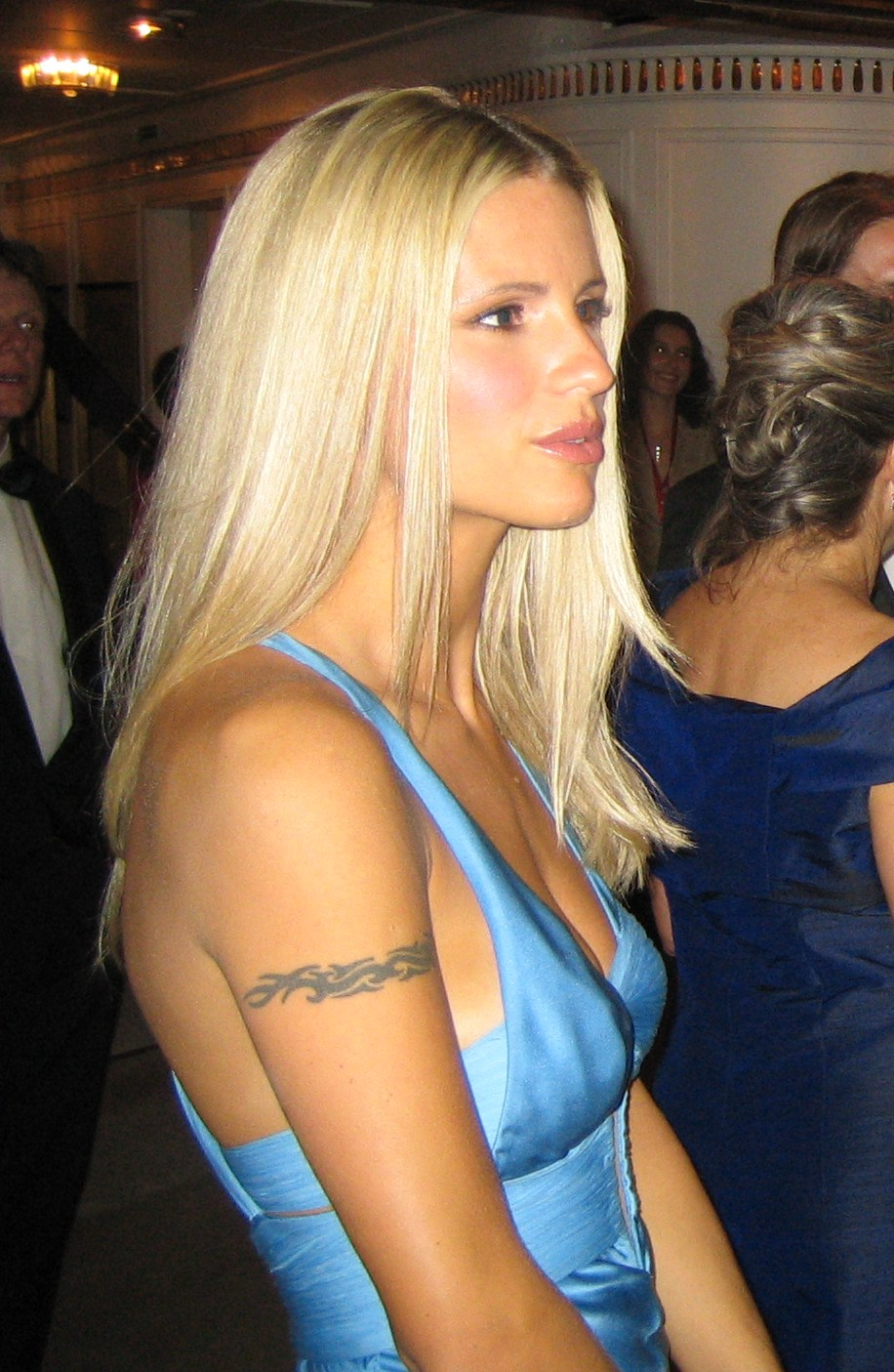
Michelle Hunziker en 2006.

En 2007, elle a coanimé avec Pippo Baudo le Festival de Sanremo, ce qu'elle fait de nouveau en 2018.
Son divorce en 2002 a alimenté longtemps[réf. nécessaire] la presse à scandale avec des conflits autour de la garde de la fille qu’elle a eue avec Eros Ramazzotti, Aurora (née en 1996).
Le 20 janvier 2025, il est annoncé qu'elle fait partie des trois animatrices du Concours Eurovision de la chanson 2025, qui se déroule du 13 au 17 mai 2025 à Bâle en Suisse, aux côtés de Hazel Brugger et Sandra Studer.

## Filmographie
- 1999 : The Protagonists de Luca Guadagnino
- 2000 : Alex l'ariete de Damiano Damiani
- 2007 : Natale in crociera de Neri Parenti
- 2008 : Natale a Rio de Neri Parenti